# Rush Hour (film)
Rush Hour is een Amerikaanse actie-komedie uit 1998 onder regie van Brett Ratner. Het verhaal is een combinatie van een traditionele Amerikaanse 'buddycopfilm' en een Oosterse martialartsfilm. De hoofdrollen worden vertolkt door Jackie Chan en Chris Tucker.
Rush Hour was in het premièreweekend de bestbezochte film van de Verenigde Staten, met een opbrengst van 33 miljoen dollar. De film behaalde in 1998 de zevende plaats op de lijst van films met de hoogste opbrengsten. Rush Hour bracht in totaal meer dan 244 miljoen dollar op. Lalo Schifrin werd voor zijn filmmuziek genomineerd voor een Grammy Award.
De film kreeg vooral positieve recensies. Niettemin waren er ook critici die vonden dat de film sterk lijkt op Lethal Weapon. Het eerste vervolg, Rush Hour 2, verscheen in 2001, waarna in 2007 Rush Hour 3 uitkwam.

## Verhaal
Rechercheur Lee wordt vanuit Hong Kong naar Los Angeles gezonden om de ontvoering van de dochter van een Chinese consul op te lossen. De FBI zit niet te wachten op bemoeienissen vanuit China en schakelt daarom LAPD-agent James Carter in, officieel om samen met Lee de ontvoering op te lossen, maar in realiteit om die voor de voeten te lopen. Zo kunnen Lee en Carter elkaar bezighouden, terwijl de FBI het echte werk doet. Wanneer Lee en Carter hierachter komen, proberen ze de FBI de loef af te steken.

## Rolverdeling
Hoofdrollen
| Acteur        | Personage               |
| ------------- | ----------------------- |
| Jackie Chan   | Rechercheur Lee         |
| Chris Tucker  | LAPD-agent James Carter |
| Ken Leung     | Sang                    |
| Tom Wilkinson | Griffin                 |
| Tzi Ma        | Consul Han              |
| Julia Hsu     | Soo Yung                |

Bijrollen
| Acteur         | Personage         |
| -------------- | ----------------- |
| Chris Penn     | Clive             |
| Rex Linn       | Agent Dan Whitney |
| Mark Rolston   | Agent Warren Russ |
| Elizabeth Peña | Johnson           |
| John Hawkes    | Stucky            |